# Eptifibatide
Eptifibatida ou Eptifibatide (nome comercial Integrilin) é um fármaco antiplaquetário da classe dos inibidores da glicoproteína IIb/IIIa. Eptifibatide é um heptapéptido cíclico derivado de uma proteína encontrada no veneno de Sistrurus miliarius barbouri. Eptifibatide tem uma curta meia-vida.
Integrilin é vendido em duas dosagens, a nível mundial: frascos contendo 2 mg / ml (20 mg no total) e 0.75 mg / ml (75 mg no total). Uma terceira apresentação é vendida nos Estados Unidos: frascos de 100 ml contendo 2 mg / ml (200 mg no total).